# Galaxea longisepta
Espèce
Statut CITES
Statut de conservation UICN

 NT  : Quasi menacé
Galaxea longisepta est une espèce de coraux de la famille des Euphylliidae (selon WoRMS) ou de la famille des Oculinidae (selon CITES).